# Pachuquilla, delstaten Mexiko
Pachuquilla är en ort i kommunen Malinalco i delstaten Mexiko i Mexiko. Samhället hade 296 invånare vid folkräkningen år 2020.